# Ronnie Moore (Fußballspieler)

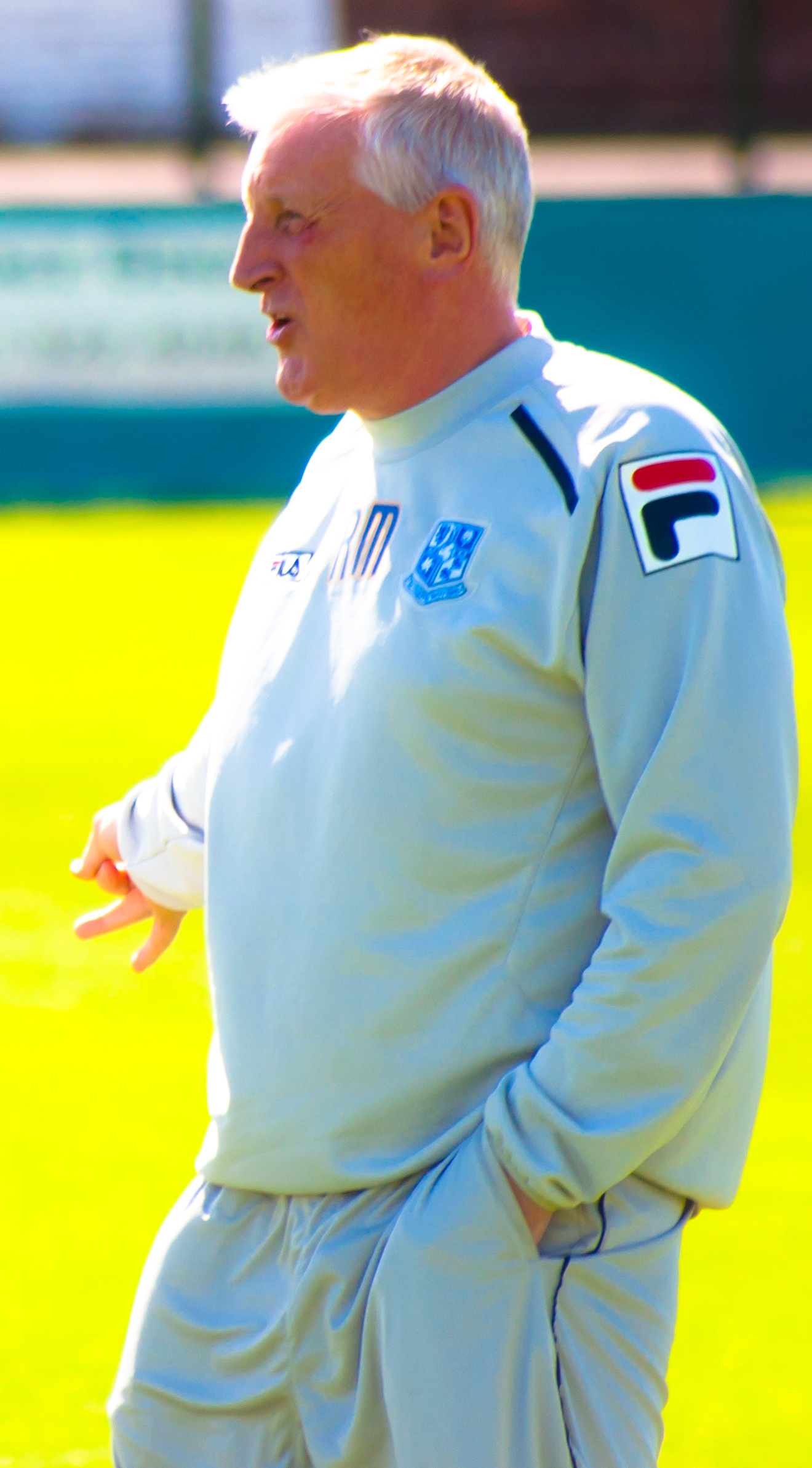
Ronnie Moore (2012)

Ronald David Moore (* 29. Januar 1953 in Liverpool) ist ein ehemaliger englischer Fußballspieler. Der Stürmer, Torschützenkönig der Second Division, war nach dem Ende der aktiven Laufbahn als Trainer tätig.

## Sportlicher Werdegang

### Spielerkarriere
Moore debütierte als Teenager für Tranmere Rovers im englischen Profifußball. Unter Spielertrainer Ron Yeats lief er dabei anfangs als Abwehrspieler für den seinerzeitigen Drittligisten, ehe der nach dem Abstieg in die Fourth Division 1975 verpflichtete Trainer John King ihn als Stürmer aufstellte. In der Folge avancierte er zum regelmäßigen Torschützen und schaffte mit dem Klub als Torschützenkönig der Spielzeit 1975/76 die Rückkehr in die Drittklassigkeit. In der Sommerpause 1977 lief er als Leihspieler für Chicago Sting, wohin King ihn an Bill Foulkes empfohlen hatte, in der NASL auf und erzielte dort acht Tore in 22 Spielen. Nach dem erneuten Abstieg mit Tranmere Rovers gab ihn der in finanziellen Problemen befindliche Klub für 120.000 Pfund Sterling an den Zweitdivisionär Cardiff City ab. Hier blieb er jedoch als Torschütze hinter den Erwartungen zurück, im Herbst 1980 wurde er zum Drittligisten Rotherham United transferiert. Als vereinsintern bester Torschütze führte er die Mannschaft zum Zweitligaaufstieg, hier krönte er sich in der Zweitligasaison 1981/82 mit 22 Saisontoren zum Torschützenkönig und verhalf dem Aufsteiger zu einem siebten Tabellenplatz. 
1983 überwarf Moore sich mit Neutrainer George Kerr und verließ den Klub noch während der Sommerwechselperiode in Richtung des Ligakonkurrenten Charlton Athletic. Nach zwei Spielzeiten wechselte er zum Viertligisten AFC Rochdale, ehe er 1986 als spielender Assistenztrainer von King zu Tranmere Rovers zurückkehrte. 1989 beendete er dort seine aktive Laufbahn. 

### Trainerlaufbahn
Bis 1996 war Moore als Assistent von King bei den Tranmere Rovers tätig. Beim FC Southport trat er anschließend im Non-League football seine erste Haupttrainerstelle an, ehe er als Cheftrainer zu Rotherham United zurückkehrte. Mit dem Viertligisten schaffte er nach dem Drittligaaufstieg 2000 als Vizemeister der Drittligasaison 2000/01 hinter dem FC Millwall den Durchmarsch in die Zweitklassigkeit und anschließend den Klassenerhalt. Nachdem der Klub in der Spielzeit 2004/05 am Tabellenende stand, wurde er vorzeitig im Januar 2005 freigestellt.
Im März 2005 übernahm Moore das Traineramt bei Oldham Athletic, wo er als Nachfolger vom freigestellten Brian Talbot und Interimsmanager Tony Philliskirk den Klub im Abstiegskampf der Drittligaspielzeit 2004/05 zum Klassenerhalt führte. Obwohl er die Mannschaft in der folgenden Spielzeit in Sichtweite der Aufstiegs-Play-Off-Plätze führte – sechs Punkte fehlten als Tabellenzehnter auf das sechstplatzierte Swansea City – musste er aus wirtschaftlichen Gründen im Sommer 2006 gehen und wurde durch den bisherigen Reservemannschaftstrainer John Sheridan ersetzt. Anschließend kehrte er als Cheftrainer erneut zu Tranmere Rovers zurück, wo Brian Little aufgehört hatte. Nach zwei im mittleren Tabellenbereich endenden Spielzeiten trennte sich der Klub von ihm im Sommer 2009, nach wenigen Wochen ohne Job kehrte er Ende September 2009 als Trainer zu Rotherham United zurück. In der Drittligasaison 2009/10 erreichte er mit der Mannschaft als Tabellenfünfter die Aufstiegs-Play-Offs, erst im im Wembley-Stadion ausgetragenen Finalspiel verpasste sie durch eine 2:3-Niederlage gegen Dagenham & Redbridge den Zweitligaaufstieg. Nachdem sie in der folgenden Spielzeit lange Zeit an der Tabellenspitze stand, rutschte sie im Frühjahr aus den Aufstiegsrängen und im März 2011 trat Moore von seinem Amt zurück.
Im März 2012 kehrte Moore als Nachfolger von Leslie Parry als Cheftrainer zu Tranmere Rovers zurück. Im Februar 2014 initiierte die The Football Association ein Verfahren gegen ihn wegen eines möglichen Verstoßes gegen die Wettregeln des Verbandes. Nachdem er zunächst suspendiert und im Verfahren geständig war, wurde er im April vom Verein entlassen.
Im Dezember 2014 verpflichtete das Viertligaschlusslicht Hartlepool United Morre als neuen Cheftrainer. Zwischenzeitlich zehn Punkte Rückstand habend, führte er die Mannschaft am Ende der Spielzeit 2014/15 mit vier Punkte Vorsprung auf den letzten Nichtabstiegsplatz. Nachdem die Mannschaft in der folgenden Spielzeit erneut im Abstiegskampf stand, trat er im Februar 2016 von seinem Amt zurück. Im August des Jahres übernahm er den FC Eastleigh in der National League, ehe er im November „aus persönlichen Gründen“ auch hier zurücktrat.

## Familie
Moores Sohn Ian Thomas-Moore war ebenfalls als Profifußballspieler im englischen Fußball aktiv. Nach seinem Debüt für die Tranmere Rovers während der Kotrainerzeit seines Vaters Mitte der 1990er Jahre spielte der Juniorennationalspieler später unter anderem für Nottingham Forest, West Ham United, den FC Burnley und Leeds United.